# Theodor-Körner-Kaserne (Leipzig)
Die Theodor-Körner-Kaserne in Leipzig-Gohlis wurde etwa 1901 für das Feldartillerieregiment 77 der sächsischen Armee errichtet und ab 1903 Planitzkaserne genannt. Im Rahmen der Wiedervereinigung wurde die Kaserne 1993 nach Theodor Körner umbenannt. Im Jahr 2007 wurde die Kaserne durch die Bundeswehr aufgegeben. Die Gebäude, ein denkmalgeschütztes Gebäudeensemble in Gohlis-Mitte, wurden zu Wohnungen umgewandelt.